# Mondorf-les-Bains
Mondorf-les-Bains (luxembourgsk: Munneref) er en kommune og et byområde i Luxembourg. Kommunen, som har et areal på 13,66 km², ligger i kantonen Remich i distriktet Grevenmacher. I 2005 havde kommunen 3.923 indbyggere. 
49°30′25″N 6°16′50″Ø / 49.5069°N 6.2806°Ø